# 皮特凯恩岛民
皮特凯恩岛民（英語：Pitcairn Islanders；皮特肯语：Pitkern Ailena），又称皮特凯恩人（Pitkerners或Pitcairnese），是皮特凯恩群岛的原住民。皮特凯恩群岛是英国海外领土，这些居民包括现居岛上的人及其家族原为岛上居民、并仍维持文化联系的人。大多数皮特凯恩人是“邦蒂号”叛变者与塔希提人的后裔。
主流的皮特凯恩文化是英国（特别是英格兰、马恩岛和苏格兰）与波利尼西亚（特别是塔希提）文化的融合，源自1790年定居者的传统，后来又有少数人陆续定居。根据2021年数据，全岛共有47位居民。
此外，亦有皮特凯恩人的离散社群，特别是在诺福克岛、新西兰及澳大利亚本土。由于担忧人口过多，1856年，全部194名皮特凯恩人搭乘“莫雷郡号”迁居至诺福克岛（途中，一个名为安娜·克里斯蒂安的婴儿出生）。但其中16人在1858年搭乘“玛丽·安号”返回皮特凯恩岛，另有4个家庭在1864年返回。